# Северногвинейски възвишения
Северногвинейските възвишения са система от ниски планини, възвишения и хълмисти области в Западна Африка. Простират се успоредно на северния бряг на Гвинейския залив на Атлантическия океан и разположената на север от него крайбрежна низина, от района на изворите на реките Нигер, Сенегал и Гамбия на запад до долното течение на Нигер на изток. Състоят се от ниски планини, плата, възвишения и хълмисти области, явяващи се част от Африканската платформа, показваща се в тези райони на повърхността. Надморската им височина в източните части е 300 – 500 m, а в масивите Фута Джалон и Леоно-Либерийските възвишения на запад – до 500 – 1000 m и повече. Максималната височина е връх Бинтумани (1945 m), издигащ се в Леоно-Либерийските възвишения, на територията на Сиера Леоне. Южните наветрени склонове са по-стръмни и силно разчленени от многочислени реки, а на север възвишенията постепенно преминават в равнините на природната област Западен Судан. Почти повсеместно южните склонове на възвишенията са покрити с влажни вечнозелени и листопадно-вечнозелени гори, а на по-сухите северни склонове преобладават листопадните саванни гори и високотревистите савани.